# Frank Zichem
Frank (Wladimir) Zichem (Paramaribo, 14 juli 1945) is een Nederlands regisseur van televisieprogramma's, documentaires en dramaseries.
In 1973 studeert hij af aan de Nederlandse Film- en Televisie Academie in Amsterdam. Tijdens zijn studie maakt hij in 1970 zijn eerste film Gebri Doro, een kritische parodie op de Surinaamse samenleving. De IKON zendt de film in hetzelfde jaar nog uit. Daarna worden nog vele andere maatschappijkritische documentaires door diverse publieke omroepen uitgezonden, zoals Papieren Nederlandertjes, Wij slaven van Suriname, Maandi, Verwelkte Ruiker, Bar'puru en Katibo Ye Ye.
Zijn eerste dramaserie is De Familie Wijntak (IKON), daarna volgen er dramaseries als De Dageraad (RTL 4). In Duitsland regisseerde hij de eerste 27 afleveringen van de dramaserie Stadtklinik voor Endemol (RTL Duitsland). De jeugddramaserie Slavernij won in Tokyo de prijs voor het beste educatieve jeugddrama.
Zijn oeuvre bestaat uit ongeveer 200 filmproducties. Daarvoor kreeg hij op 29 oktober 2018 de Black Achievement Award.
- International Standard Name Identifier: 0000 0003 9063 5116
- Library of Congress Control Number: nr2002033408
- Nederlandse Thesaurus van Auteursnamen: 07157378X
- Virtual International Authority File: 284305107